# Liolaemus polystictus
Liolaemus polystictus är en ödleart som beskrevs av  Laurent 1992. Liolaemus polystictus ingår i släktet Liolaemus och familjen Tropiduridae. Inga underarter finns listade i Catalogue of Life.